# 歯学研究科
歯学研究科（しがくけんきゅうか、英称：The Graduate School of Dentistry）は、日本の大学院研究科のうち、歯学に関する高度な教育・研究を行う機構の1つである。具体的な研究分野については歯学部も参照。
主に、歯学部の上位に連続した形で設置され、博士前期課程（修士課程）および博士後期課程（博士課程）あるいはそれに相当する課程で構成される。学位は、修士課程は修士（歯学）を、博士課程は博士（歯学）を修めることができる。

## 歯学研究科を置く大学
国立
- 北海道大学（1974年度～）
- 東北大学（1972年度～）
- 大阪大学大学院歯学研究科（1972年度～）

公立
- 九州歯科大学（1966年度～）

私立
- 北海道医療大学（1988年度～）
- 岩手医科大学（1983年度～）
- 奥羽大学（1986年度～）
- 明海大学（1977年度～）
- 東京歯科大学（1958年度～）
- 昭和大学（1983年度～）
- 日本大学（1956年度～）
- 神奈川歯科大学（1975年度～）
- 鶴見大学（1977年度～）
- 朝日大学（1977年度～）
- 愛知学院大学（1968年度～）
- 大阪歯科大学（1961年度～）
- 福岡歯科大学（1985年度～）

## 歯学研究科と類似する研究科名称
- 東京医科歯科大学 医歯学総合研究科 医歯理工学専攻
- 新潟大学大学院 医歯学総合研究科 口腔生命福祉専攻（修士課程）
- 新潟大学大学院 医歯学総合研究科 口腔生命科学専攻（博士課程）
- 岡山大学大学院 医歯薬学総合研究科 医歯科学専攻
- 広島大学大学院 医系科学研究科 医歯薬学専攻／総合健康科学専攻
- 九州大学大学院 歯学府 歯学専攻
- 長崎大学大学院 医歯薬学総合研究科
- 鹿児島大学大学院 医歯学総合研究科
- 日本大学大学院 松戸歯学研究科
- 日本歯科大学大学院 生命歯学研究科
- 日本歯科大学大学院 新潟生命歯学研究科
- 松本歯科大学大学院 歯学独立研究科

## 歯学を専攻できる他の研究科名称
- 徳島大学大学院 口腔科学教育部 口腔保健学専攻